# Rusałka (Dvořák)
Rusałka (cz. Rusalka) – czeska opera w trzech aktach skomponowana przez Antonína Dvořáka w 1900, wystawiona po raz pierwszy w roku 1901. Czeskie libretto napisał Jaroslav Kvapil. Rusałki to w mitologii słowiańskiej demoniczne istoty zamieszkujące lasy, pola i zbiorniki wodne. Jest najbardziej znaną operą Dvořáka i swoistym kamieniem milowym czeskiej twórczości operowej.

## Historia

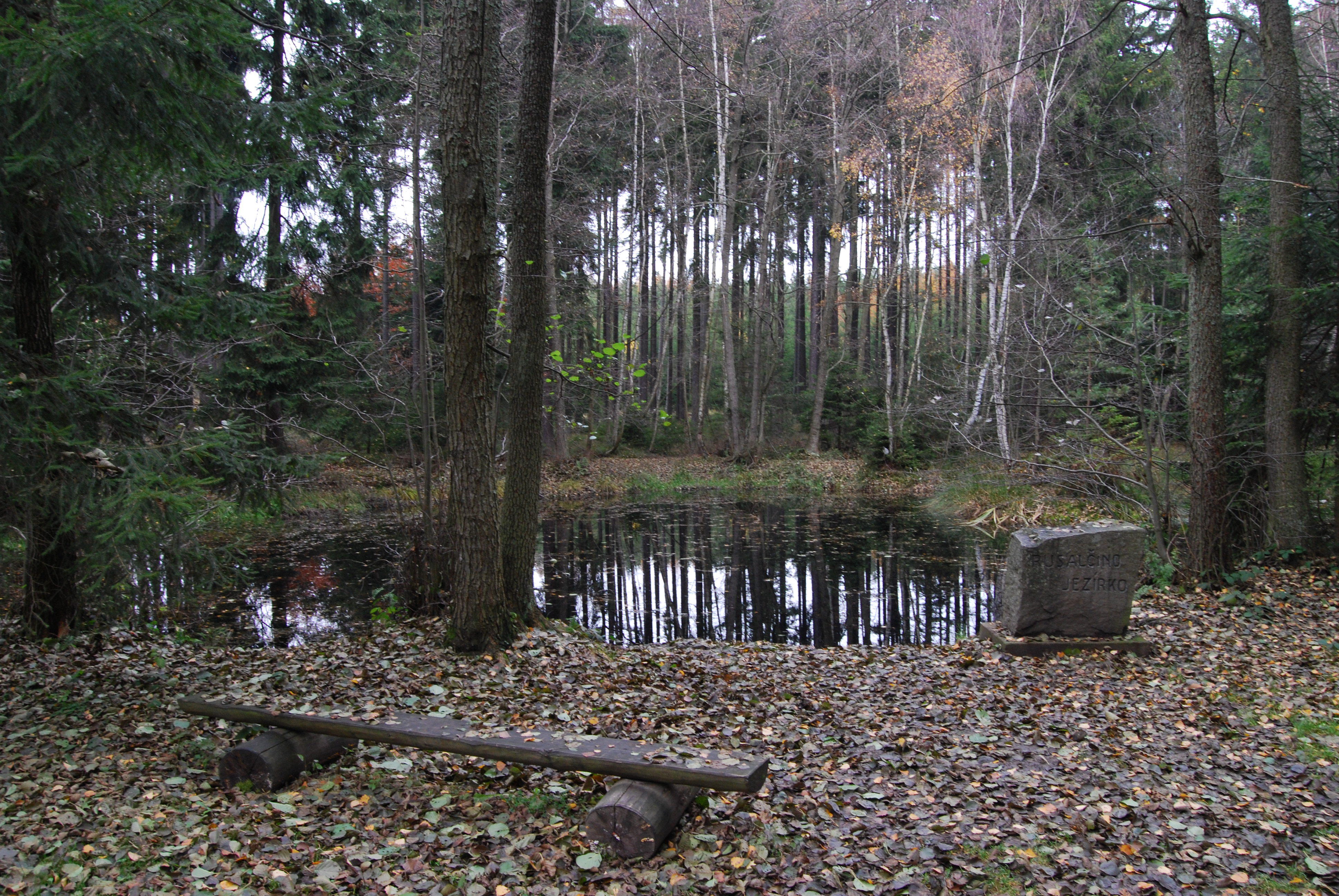
Jezioro Rusałki we wsi Vysoká u Příbramě.

Libretto Kvapila powstawało do roku 1899, zanim doszło do pierwszego spotkania z Dvořákiem. Treść oparta została na baśniach Karela J. Erbena i Boženy Němcovéj; zawierała także elementy Małej Syrenki Hansa Christiana Andersena oraz Ondyny Friedricha de la Motte Fouquéa. Dvořák był zawsze zainteresowany twórczością Erbena, pracę nad operą rozpoczął 22 kwietnia 1900, skończył przed końcem listopada tego samego roku.
Uwiecznił w operze leśne jeziorko zwane Jeziorem Rusałki, które znajdowało się w miejscowości Vysoká u Příbramě w majątku Wacława Roberta Kounica (Wenzel Robert von Kaunitz), szwagra Dvořáka. Dvořák spędził w tym majątku kilka szczęśliwych lat. W okresie powojennym w pałacyku Kounica zostało utworzone muzeum im. Antonína Dvořáka.
Rusałka po raz pierwszy wystawiona została w Pradze 31 marca 1901 z Růženą Maturovą w roli głównej. Opera przyjęta została z ogromnym uznaniem zarówno w samych Czechach, jak i za granicą.

## Osoby i pierwsza obsada

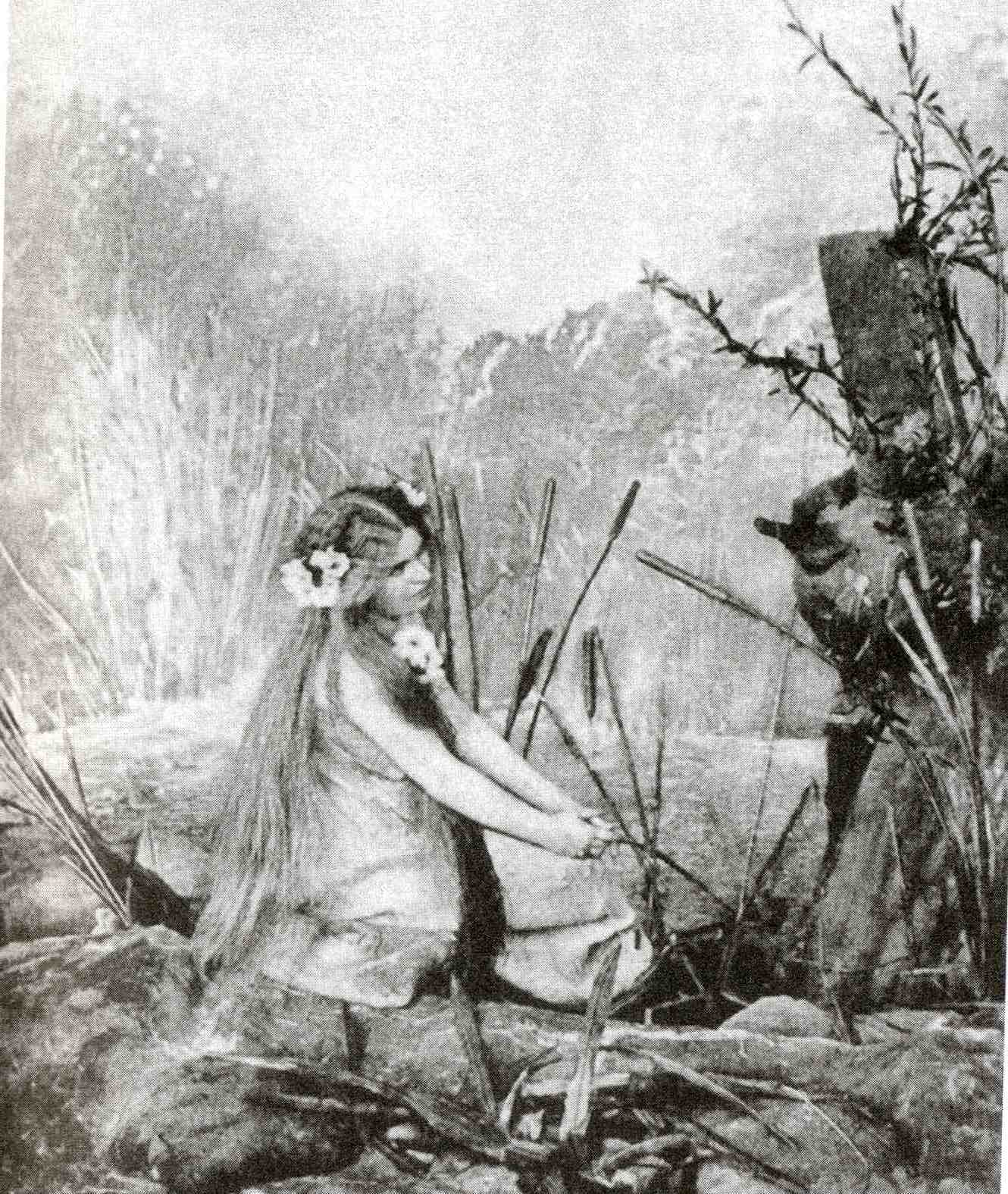
Růžena Maturová jako pierwsza Rusałka

| Rola                 | Głos                     | Premiera, 31 marca 1901 Dyrygent: Karel Kovařovic (Obsada) |
| -------------------- | ------------------------ | ---------------------------------------------------------- |
| Rusałka              | sopran                   | Růžena Maturová                                            |
| Książę               | tenor                    | Bohumil Pták                                               |
| Wodnik, wodny gnom   | bas                      | Václav Kliment                                             |
| Obca Księżna         | sopran lub mezzosopran   | Marie Kubátová                                             |
| Ježibaba, czarownica | mezzosopran lub kontralt | Růžena Vykoukalová-Bradáčová                               |
| Pierwsza nimfa       | sopran                   | Amalie Bobková                                             |
| Druga nimfa          | sopran                   | Ella Tvrdková                                              |
| Trzecia nimfa        | mezzosopran lub alt      | Helena Towarnická                                          |
| Gajowy               | baryton                  | Adolf Krössing                                             |
| Kuchcik              | sopran                   | Vilemína Hájková                                           |
| Myśliwy              | baryton                  | František Šír                                              |

## Treść

### Akt I
Łąka nad brzegiem stawu
Trzy leśne nimfy drażnią się z Wodnikiem, władcą jeziora. Rusałka, jego córka, zwierza się ojcu, iż zakochała się w Księciu, który przychodzi nad jezioro popływać. Chce dla niego przybrać ludzką postać, co według Wodnika nie jest dobrym pomysłem. Mimo to prowadzi ją do wiedźmy, Ježibaby i prosi o pomoc. Rusałka śpiewa pieśń do księżyca (Měsíčku na nebi hlubokém), żeby ten opowiedział Księciu o jej uczuciach do niego. Ježibaba postanawia jej pomóc; oznajmia jej, iż jako człowiek straci jednak zdolność mowy. Ponadto jeśli Książę ją zdradzi, oboje zostaną na zawsze przeklęci. Rusałka przyjmuje warunki wiedźmy i wypija otrzymany od niej eliksir. Książę znajduje ją potem podczas polowania i zabiera ze sobą, czemu towarzyszy lament jej ojca i trzech sióstr.

### Akt II
Ogród u Księcia w zamku
Gajowy i jego bratanek, pracujący w kuchni, dowiadują się, że Książę zamierza poślubić niemą, bezimienną dziewczynę; podejrzewają czarną magię i wątpią w prawdziwość uczuć Księcia, który zdążył już nazbyt dobrze zapoznać się z zaproszoną na wesele Zagraniczną Księżniczką. Obca Księżniczka, zazdrosna przeklina parę; Książę odprawia Rusałkę. Wodnik zabiera ją z powrotem na swój staw. Zagraniczna Księżniczka, uzyskawszy uwagę Księcia, teraz nią gardzi.

### Akt III
Łąka nad brzegiem stawu
Rusałka prosi o ocalenie od nieszczęścia Ježibabę, która oznajmia, iż ocali ją od zguby, jeśli zdecyduje się na zabicie Księcia otrzymanym sztyletem. Odmawia, wrzucając sztylet do stawu. Rusałka staje się bludičką, duchem śmierci zamieszkującym głębiny stawu. Gajowy i Kuchcik rozmawiają z Ježibabą; twierdzą, iż to Rusałka zdradziła Księcia. Wodnik twierdzi, że to Książę zdradził rusałkę. Nimfy leśne, jej siostry opłakują jej los. Książę, szukający Rusałki, pojawia się nad jeziorem, gdzie wyczuwa jej obecność. Prosi ją o pocałunek mimo tego, że oznacza on śmierć i potępienie. Całuje ją i umiera. Wodnik oznajmia, iż jakiekolwiek poświęcenia są bezcelowe. Rusałka, wdzięczna Księciu za to, że pomógł jej doświadczyć ludzkich uczuć, posyła jego duszę Bogu. Sama powraca do głębin stawu jako demon ciemności.

## Instrumentacja
W operze wykorzystywane są: 2 flety, 1 flet piccolo, 2 oboje, 1 rożek angielski, 2 klarnety, 1 klarnet basowy, 2 fagoty, 1 kontrafagot, 5 rogów, 3 trąbki, 3 puzony, 1 tuba, instrumenty perkusyjne, harfa, instrumenty smyczkowe.

## Sławne arie
- Měsíčku na nebi hlubokém

## Nagrania
Rusałka była kilkakrotnie nagrywana przez różne teatry. Wśród dostępnych płyt DVD są: nagranie z 1975 roku w wykonaniu Teatru Narodowego w Pradze, nagranie z 1986 roku z English National Opera, z 2002 roku z Opéra de Paris oraz z 2017 roku z teatrem Opera Nova w Bydgoszczy.